# Lamprosema leucographalis
Lamprosema leucographalis là một loài bướm đêm trong họ Crambidae.